# Centrul pentru Jurnalism Independent
Centrul pentru Jurnalism Independent (CJI, en. - Center for Independent Journalism) este o organizație neguvernamentală din România, specializată în traininguri pentru profesioniști, competență media, deontologia presei și legislație media.

## Istoric și activitate
Centrul pentru Jurnalism Independent s-a înființat în 1995. La scurt timp de la înființare, a devenit una din cele mai importante organizații media din România, alături de Active Watch - Agenția de Monitorizare a Presei. Activitatea CJI se axează pe valorile asumate public: libertatea de exprimare, gândirea critică, interesul public, profesionalismul, inovația și diversitatea.
În 2020, la aniversarea a 25 de ani de activitate, organizația contabiliza traininguri și alte tipuri de programe educative pentru peste 15.000 de profesioniști media, 2.000 de profesori și 25.000 de elevi. Centrul a fost activ, prin poziții exprimate public, în perioadele în care puterea politică a amenințat libertatea de exprimare a mass media. În calitate de membru în Convenția Organizațiilor Media (COM), CJI a participat și la elaborarea Codului Deontologic al Jurnalistului, adoptat în unanimitate de COM în 2009.
CJI a fost activ în mai multe domenii legate de legislația media, ca acela al legilor de funcționare ale TVR și Radioului public și a monitorizat permanent mai multe domenii de activitate ale mass media, de la mecanismele de atribuire ale publicității guvernamentale, la discriminare.
După 2015, Centrul pentru Jurnalism Independent s-a implicat în numeroase programe de educație media, care urmăresc să crească discernământul și spiritul critic al consumatorilor de media, mai ales în rândul tinerilor.
CJI a fost, de-a lungul timpului, partener a numeroase organizații internaționale axate pe drepturile omului și libertatea de exprimare, ca UNICEF, IREX, Open Society Foundations (Soros).

## Structură de conducere
Centrul pentru Jurnalism Independent este condus de Cristina Lupu, în calitate de director executiv. Din board-ul organizației mai fac parte nume cunoscute în lumea comunicării, ca Ioana Avădani (director executiv al CJI până în 2020), Crenguța Roșu (managing partner la DC Communication), Daniel Condurache (Prof. Univ. Dr. în cadrul Departamentului de Jurnalism și Științele Comunicării, Universitatea Al. I. Cuza Iași) sau Sorin Psatta (lector la Facultatea de Jurnalism și Științele Comunicării București).